# Référendums aux États fédérés de Micronésie
Les référendums à l'initiative du parlement, d'une assemblée constituante ou d'origine populaire sont possibles aux États fédérés de Micronésie, dont la constitution organise le cadre légal de cette forme de démocratie directe. 
L'article XIV de la constitution détaille les conditions de mise en œuvre de son amendement. Celui ci peut être proposé par le Congrès, par la population elle-même, ou par une assemblée constituante, dite convention constitutionnelle.

## Référendums constitutionnel d'initiative populaire
La Constitution des États fédérés de Micronésie de 1978 permet à la population de mettre en œuvre des référendums d'origine populaire visant à l'amender. 
En accord avec son article XIV, additionné du Constitutional Amendment Procedure Act de 1990, les signatures d'au moins 10 % de l'ensemble des électeurs inscrits sur les listes électorales doivent pour cela être réunies dans chacun d'au moins trois des quatre états constituant le pays : Chuuk, Kosrae, Pohnpei et Yap. En 2017, un total de 117 977 électeurs étaient inscrits sur les listes, ce qui équivaut à un seuil d'un peu moins de 12 000 signatures. En pratique, ce nombre est cependant plus élevé pour pallier le nombre variable de signatures invalides ou en double. La population est par ailleurs très inégalement répartie entre les quatre états, Chuuk étant près de cinq fois plus peuplé que Kosrae ou Yap,.

## Convention constitutionnelle
La convocation d'une convention constitutionnelle est liée à un référendum décennal automatique imposé par la constitution micronésienne.
La section 2 de l'article XIV impose en effet la tenue au moins tous les dix ans d'un référendum demandant à la population : « Une convention doit-elle être mise en place pour réviser ou amender la constitution ? ». Une majorité absolue des voix au niveau national suffit, et aucun quorum n'est exigé. Dans le cas d'un vote positif, le congrès doit organiser l'élection des délégués de la convention au plus tard lors des prochaines législatives. La convention est alors chargée de proposer des amendements.

## Conditions de validité
Le résultat d'un référendum constitutionnel est légalement contraignant. Il n'est cependant considéré comme valide qu'à la condition de recueillir une majorité qualifiée de 75 % des suffrages exprimés en faveur de l'amendement dans au moins trois des quatre états,. Si plusieurs amendements contradictoires sont adoptés simultanément, celui ayant remporté le plus de suffrages prévaut.